# Reconstructionistisch jodendom
Het reconstructionistisch jodendom (Hebreeuws: יהדות רקונסטרוקציוניסטית, Jahadút rekonstruktsyonistit of יהדות מתחדשת, Jahadút mitkhadéshet, Jiddisch: יידישקייַט רקאָנסטראָאָקטיביט) is een kleinere joodse beweging, met leden en gemeenten voornamelijk in de Verenigde Staten en Canada, en inmiddels ook in Europa: Serrastretta (Italië), Wiesbaden (Bondsrepubliek Duitsland), Moskou (Russische Federatie) en Delft in Nederland, en in Zuid-Amerika: Curaçao (Koninkrijk der Nederlanden) en Brazilië.
De richting lijkt op het liberale jodendom, maar omdat de persoonlijke interpretatie van de Thora hier in consensus wordt gezocht, is de liturgie meestal iets traditioneler dan bij de grotere liberale richting. Qua geloofsopvattingen en -geloofspraktijk zijn reconstructionisten vaak vrijzinniger, met volledige gelijkheid qua sekse, kleur en geaardheid.
Het reconstructionistisch jodendom opereert onafhankelijk van de Amerikaanse beweging van het liberaal jodendom (Reform), maar de twee werken samen op politiek gebied (liberale vertegenwoordigers representeren vaak ook de reconstructionisten), terwijl de koepelorganisatie Reconstructing Judaism wel is aangesloten bij de internationale World Union for Progressive Judaism, de WUPJ, zoals bijvoorbeeld ook de Nederlandse Liberaal-Joodse gemeenten.
In 2009 sloot zich de OPEN Joodse Gemeente Klal Yisrael te Delft als eerste gemeente in West-Europa bij de Jewish Reconstructionist Federation (JRF, nu: 'Reconstructing Judaism') aan. De rabbijn van Klal Yisrael, sinds 2016 Hannah Nathans, is lid van de Reconstructionist Rabbinical Association.